# Михайлівка (Кальміуський район)
Миха́йлівка (стара назва — Сальсько-Михайлівка) — село в Україні, у Бойківській громаді Кальміуського району Донецької області. Населення становить 609 осіб.

## Загальні відомості
Розташоване на березі річки Грузький Яланчик та балки Гіркої. Відстань до райцентру становить близько 18 км і проходить переважно автошляхом місцевого значення.
Перебуває на території, яка тимчасово окупована російськими терористичними військами.

## Історія
Засноване село на початку XIX століття. Стара назва — Сальсько-Михайлівка.
З кінця 1934 року село входило до складу новоутвореного Остгеймського району, який 1935 року перейменували у Тельманівський на честь лідера німецьких комуністів Ернста Тельмана.
Наприкінці 1960-х років у селі проживало 456 осіб. Тоді ж тут знаходилася центральна садиба колгоспу «Росія» із загальною площею орної землі 3850 га. Вирощувалися переважно зернові культури, також було розвинуте м'ясо-молочне тваринництво. У Михайлівці діяли початкова школа, клуб, бібліотека, дитячі ясла, три магазини і їдальня.
У 2016 році в рамках декомунізації в Україні адміністративна одиниця, до якої належало село, перейменована рішенням Верховної Ради України у Бойківський район. 2020 року у процесі адміністративно-територіальної реформи Бойківський район увійшов до складу Кальміуського району.

### Війна на сході України
Під час війни на сході України село потрапило до зони бойових дій. У грудні 2020 року неподалік Михайлівки був помічений російський комплекс радіоелектронної боротьби Р-330Ж «Житель». Про це повідомляється у щоденному звіті № 308/2020, опублікованому Спеціальною моніторинговою місією ОБСЄ в Україні 29 грудня. Упродовж дня 27 грудня орієнтовно за 2 км на східно-південний схід від Михайлівки (74 км на південний схід від Донецька) та приблизно за 2,5 км на північний захід від кордону з Російською Федерацію БПЛА СММ дальнього радіуса дії виявив комплекс радіоелектронної боротьби (ймовірно Р-330Ж «Житель»).

## Населення
Згідно з переписом УРСР 1989 року чисельність наявного населення села становила 660 осіб, з яких 313 чоловіків та 347 жінок.
За переписом населення України 2001 року в селі мешкало 606 осіб.

### Мова
Розподіл населення за рідною мовою за даними перепису 2001 року:
| Мова       | Відсоток |
| ---------- | -------- |
| українська | 81,12 %  |
| російська  | 18,72 %  |
| білоруська | 0,16 %   |